# Arkady Ter-Tadevossian
Arkady Ter-Tadevossian (arménien : Արկադի Տեր-Թադևոսյան ; russe : Аркадий Тер-Тадевосян ; aussi surnommé Komandos (arménien : Կոմանդոս) par ses troupes), né le 22 mai 1939 à Tbilissi et mort le 31 mars 2021 à Erevan, est un major général soviétique arménien, un dirigeant militaire des forces armées d'Arménie pendant la Guerre du Nagorno-Karabagh et ancien ministre adjoint de la défense. Il est surtout connu pour le rôle qu'il a joué dans la prise de la ville de Chouchi en mai 1992.

## Biographie
Ter-Tadevossian est né à Tbilissi en République socialiste soviétique de Géorgie. Après ses années de lycée à Tbilissi, il décide de se diriger vers une carrière militaire. Après un passage par l'École de commandement interarmées de Bakou (en), il est admis à l'académie militaire de Leningrad. Il est présent en Afghanistan, où il acquiert le surnom de « renard des montagnes ». Sa carrière militaire se poursuit en Allemagne de l'Est, en Tchécoslovaquie et en Biélorussie, ainsi qu'en tant que Maître de conférences à l'université nationale agraire d’Erevan.

## La guerre du Haut-Karabakh
En 1990, alors que se prépare la chute de l'Union soviétique, Ter-Tadevossian s'implique pour la première fois dans le conflit au Nagorno-Karabagh avec la défense de villages arméniens à la frontière de l'Azerbaïdjan soviétique. Pour contrer les attaques des militaires azerbaïdjanais, il se joint au détachement Sasuntsi Davit.
Par la suite, il se rend dans le Haut-Karabagh pour entraîner des soldats. Il est nommé chef du comité de défense du corps de formation en 1991. En 1992, il est nommé commandant des opérations pour s'emparer de la ville de Chouchi. En mai 1992, la prise de la ville marque la première victoire militaire arménienne. Il est alors connu en Arménie comme étant le cerveau de la libération de Chouchi. Il participe alors à la formation des soldats des forces armées arméniennes avec l'objectif d'en faire une institution bien établie malgré les nombreuses difficultés rencontrées par le pays à l'époque. Le 25 mai 1992, Ter-Tavedosian reçoit le rang de major général pour ses services durant la guerre d'Artsakh. Il est également décoré au plus haut niveau de l'ordre du combat.

## Après 2000
En mai 2000, Ter-Tavedossian quitte l'union de vétérans de Yerkrapah et fonde l'organisation des vétérans de la guerre de libération. Cependant, en désaccord avec d'autres membres, il la quitte en juillet.
En 2009, à l'occasion du dix-septième anniversaire de la prise de Chouchi, le président de la république d'Artsakh, Bako Sahakian, l'honore de l'ordre de l'aigle d'or et le titre de héros de l'Artsakh. L'Artsakh célèbre Ter-Tavedosian qui passe au moins une semaine par mois depuis.
Depuis, il supervise l'entraînement des experts des forces armées arméniennes.
Il meurt le 31 mars 2021 à Erevan, à l'hôpital d'Erebuni.

## Récompenses

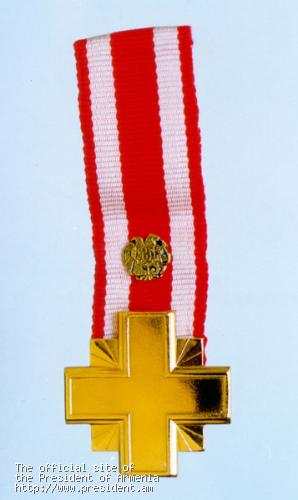
Croix de l'ordre du Combat de première classe.

- Ordre de la Bannière rouge
- Ordre de l'Insigne d'honneur
- Médaille des vétérans des forces armées d'URSS
- Médaille du jubilé « Vingt ans de victoire dans la grande de guerre patriotique de 1941-1945 »
- Médaille du jubilé « Cinquante ans de victoire dans la grande de guerre patriotique de 1941-1945 »
- Médaille du jubilé « Soixante ans de victoire dans la grande de guerre patriotique de 1941-1945 »
- Médaille du jubilé « Soixante-dix ans de victoire dans la grande guerre patriotique de 1941-1945 »
- Médaille pour service exceptionnel, première classe
- Médaille pour service exceptionnel, seconde classe
- Médaille pour service exceptionnel, troisième classe
- Croix de l'ordre du Combat, première classe
- Héros de l'Artsakh (2009)